# Тереножкин, Алексей Иванович
Алексе́й Ива́нович Терено́жкин (26 ноября 1907, Николаевск — 19 мая 1981, Киев) — советский археолог, доктор исторических наук (1959), профессор (1967), заведующий отделом археологии раннего железного века Института археологии АН УССР, заслуженный деятель науки и техники УССР (1977).

## Биография
Родился в семье торговца. В 11 лет начал собирать на берегу реки и относить в музей осколки древней керамики. В 14 лет (в 1921 году) впервые принял участие в археологических работах — исследованиях курганов, проводившихся местным «Обществом мироведения». В 1926 поступил на археолого-этнологическое отделение высших курсов при Самарском обществе краеведения, после окончания которых поступил на этнологический факультет МГУ. На последнем курсе был исключен за «сокрытие социального происхождения». Работал в Государственном историческом музее, Институте истории и археологии АН Узбекской ССР и других местах, участвовал в раскопках на территории Средней Азии, России и Украины.
С 1941 — на войне, прошёл от Сталинграда до Вены. Награждён орденом Красной звезды и пятью медалями.
В 1948 году защитил кандидатскую диссертацию по результатам исследований в Узбекистане. В том же году переехал в Киев и стал работать в Институте археологии АН Украинской ССР. В 1958 году защитил диссертацию на соискание учёной степени доктора исторических наук по теме «Предскифский период в Днепровском лесостепном Правобережье».
Алексей Иванович Тереножкин является создателем концепции развития культур раннего железного века на Украине. Проводил археологические раскопки как в лесостепной, так и в степной зоне Украины. Автор многих научных работ, среди которых «Предскифский период в Днепровском Лесостепном Правобережье». Соавтор монографии «Археологія Української РСР».

## Семья
- Брат — Тереножкин Василий Иванович, физик.
- Брат — Тереножкин Иван Иванович, ботаник.
- Жена — Тереножкина Елизавета Яковлевна, врач
- Жена — Варвара Ильинская, советский археолог (Украинская ССР), специалист по истории скифов.
- Дочь — Ранну Елена Алексеевна, историк.
- Сын — Тереножкин Дмитрий Алексеевич
- Сын — Ильинский Андрей Алексеевич, художник-керамист.